# Charles Nokan
Charles Zégoua Gbessi Nokan o Charles Nokan   (Yamoussoukro, 28 de desembre de 1936 - Abidjan, 1 de novembre de 2022), fou un professor universitari i escriptor ivorià membre de l'Acadèmia de Ciències, Arts, Cultures d'Àfrica i Diasporas Africanes (ASCAD). Autor de diverses obres de teatre, poesia i novel·les, Charles Nokan va guanyar el Gran Premi Nacional de literatura, en 2014.
Va completar la seva educació secundària i superior a França, on va assistir a la Universitat de Poitiers i la Universitat de París. És llicenciat en sociologia i doctor en filosofia. També va ser professor a la Universitat Félix Houphouët Bobigny d'Abidjan. Ha publicat nombrosos treballs, inclosos Le soleil noir point (1962), Violent était le vent, i Petites rivières. La seva primera obra de teatre, Les malheurs de Tchakô, va aparèixer en 1968. En 1970 publicà a França la peça de teatre Abraha Pokou ou Une grande africaine, així com els poemes La voix grave d'Ophimoï (éd. Pierre-Jean Oswald, Coll. "Théâtre africain", n.9, Honfleur ; 90 pages, prologats per Jacques Howlett i Mikel Dufrenne).
La seva autobiografia, Tel que je suis (éd. Nei-Ceda, Abidjan, 2014 ; 212 p.) fou guardonada amb el Gran Premi Nacional de literatura d'Abidjan, en 2014. Per a Charles Nokan, l'escriptura és política i literària; és al mateix temps combat, cant i dansa. En 2015 va rebre el « Premi d'excepció » al « Grand Prix Kaïlcedra des lycées et collèges ».

## Publicacions
Teatre
- 1962: Le soleil noir point, Préface de Pierre Stibbe (Présence africaine, Paris,Dakar) ;
- 1968: Les Malheurs de Tchakö (Édition : Honfleur : P. J. Oswald, Paris) ;
- 1970: Abraha Pokou, ou une grande Africaine ; Suivi de : La Voix grave d'Ophimoï (Édition : Honfleur : P.J. Oswald, Paris) ;
- 1972: La traversée de la nuit dense ou les Travailleurs africains en France ; suivi de Cris rouges (P.J. Oswald, Paris) ;
- 1984: Abraha Pokou et trois autres pièces (Présence africaine, Paris,Dakar)
- 2014: Johoré précédée de 5 autres pièces (Éditions Nubia, Paris) ;
- 2015: Fako et sa conscience (L'Harmattan-Côte d'Ivoire) ;

Poesia
- 1983: Les Petites rivières, (CEDA, Abidjan) ;
- 1989: Cri (CEDA, Abidjan) ;
- 2014: Yah et Môni (quatrains) : suivi de: les odeurs de l'existence ; le lavage de la vie ; le testament (Les Classiques ivoiriens) ;

Narracions
- 1966: Violent était le vent (Présence africaine, Paris) ;
- 1970: Abraha Pokou, ou une grande Africaine ; Suivi de : La Voix grave d'Ophimoï (Édition : Honfleur : P.J. Oswald, Paris) ;
- 1985: Mon chemin débouche sur la grand-route (CEDA, Abidjan) ;
- 2010: Yassoi refusa l'orange mûre de Nianga (Frat Mat Éditions, Abidjan)
- 2012: Tout grand changement est un ouragan (Éditions L'encre Bleue, Abidjan) ;

Assaig
- 2000: L'être, le désêtre et le non-être, (Éditions PUCI, Abidjan) ;

Autobiografia
- 2014: Tel que je suis, (Nei-Ceda, Abidjan).